# Mari Jászai

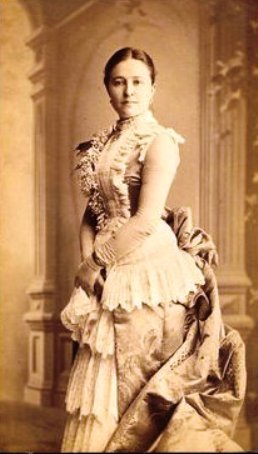
Mari Jászai

Mari Jászai (eigentlich Maria Krippel) (anhörenⓘ; * 24. Februar 1850 in Ászár, Komitat Komorn; † 5. Oktober 1926 in Budapest) war eine ungarische Schauspielerin.

## Lebenslauf
Als Tochter eines Zimmermannes geboren, arbeitete sie bereits im Alter von 10 Jahren als Kindermädchen, danach wurde sie Dienerin in Wien und Budapest. Sie war Kantinenmitarbeiterin während der Schlacht bei Königgrätz. Ihr eigentlicher Name Krippel missfiel ihr dermaßen, dass sie ihn sogar aus ihrer Geburtsurkunde entfernte, weil die deutsche Bedeutung des Wortes wie Krüppel klingt. In der Gesellschaft von Gusztáv Hubay verschwand sie als 16-Jährige heimlich nach Székesfehérvár und fing dort als Statistin an. Sie spielte bereits 1867 in Buda, 1869 vertraglich in den Kolozsvári Állami Magyar Színház. Sie lernte ihren ersten Ehemann Vidor Kassai (Komödiant) während ihres Aufenthaltes in Buda kennen, von dem sie sich bereits nach zwei Jahren Ehe trennte.

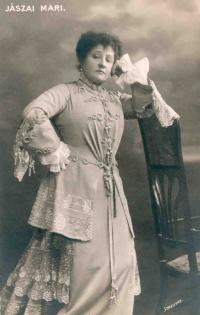
Mari Jászai, ungarische Schauspielerin

Sie wurde 1872 Mitglied des Nemzeti Színház, zu dem sie bis zu ihrem Tod die Treue hielt, lediglich wechselte sie im Jahre 1900 für nur ein Jahr in den Vígszínház. In ihrer Erstvorstellung spielte sie die Gertrud in Bánk bán von József Katona. 1893 unterrichtete sie für ein Jahr an der Akademie für Schauspielkünste in Budapest. Sie galt als Männerverschlingerin, gab aber selber zur Kenntnis, ihre Verbindungen tiefsinnig zu durchleben, nach ihrer Scheidung heiratete sie allerdings nie wieder.

## Künstlerische Eigenschaften
Sie war ein Naturtalent, ihre Kenntnisse vertiefte sie mit ständigem Lernen. Sie glänzte vor allem in Tragödien, spielte die Frauenrollen aus Shakespeare wie Antigone, Jokaste, Elektra, Cleopatra, Königin Margit, Lady Macbeth, Volumnia, Goneril, Konstanse, der Ammenfrau und Capulet hatte sie mit hervorragenden Talent dargestellt – ihre letzte Rolle spielte sie in Richard III. als die Witwe von Gloster. Mit Hingabe und Können erzählte sie die Gedichte von Sándor Petőfi unter anderem in den Abendvorstellungen für die Arbeiter. Sie übersetzte auch Ibsens John Gabriel Borkmann, den der Nemzeti Színház (Theater in Budapest) aufgeführt hatte. Jászai spielte in mindestens 300 Rollen. Nach ihrem Tod 1926 wurden ihre Tagebücher veröffentlicht, ihre Notizen sind auch theatergeschichtlich gesehen für die nachkommenden Generationen wertvoll.

## Erinnerungen
Ihren Namen tragen zahlreiche Gebiete wie unter anderem der 5. Bezirk von Budapest, Teile des 8. Bezirks außerdem das Theater in Tatabánya. Sogar auf den Planeten Venus wurde ein Krater nach ihr benannt und die Mari-Jászai-Preis hütet auch die Erinnerungen an sie. 

## Bekannteste Darstellungen
- Tükröm (Budapest) 1909
- Színész és közönség 1918

## Von ihr
- Jászai Mari emlékiratai. Sajtó alá rendezte: Lehel István. Rajzokkal ellátta: Haranghy Jenő. Királyi Magyar Egyetemi Nyomda, Budapest 1926 (Nachdruck. Babits Kiadó, Szekszárd 2003, ISBN 963-9272-92-2).
- Írásai. Emlékezések, Napló, Tanulmányok. Válogatta és a bevezető tanulmányt írta Debreczeni Ferenc. Müvelt Nép, Budapest 1955.
- Tükör-játék. Válogatott írások, levelek (= Magyar Thália. Bd. 2). Szerkesztette Balatoni Monika. Kairosz, Budapest 2002, ISBN 963-9406-63-5.